# Powiat Ninohe
Powiat Ninohe (jap. 二戸郡 Ninohe-gun) – powiat w Japonii, w prefekturze Iwate. W 2024 roku liczył 10 532 mieszkańców.

## Miejscowości
- Ichinohe